# Осока двурядная
Осо́ка двуря́дная (лат. Cárex dísticha) — многолетнее травянистое растение, вид рода Осока (Carex) семейства Осоковые (Cyperaceae).

## Ботаническое описание

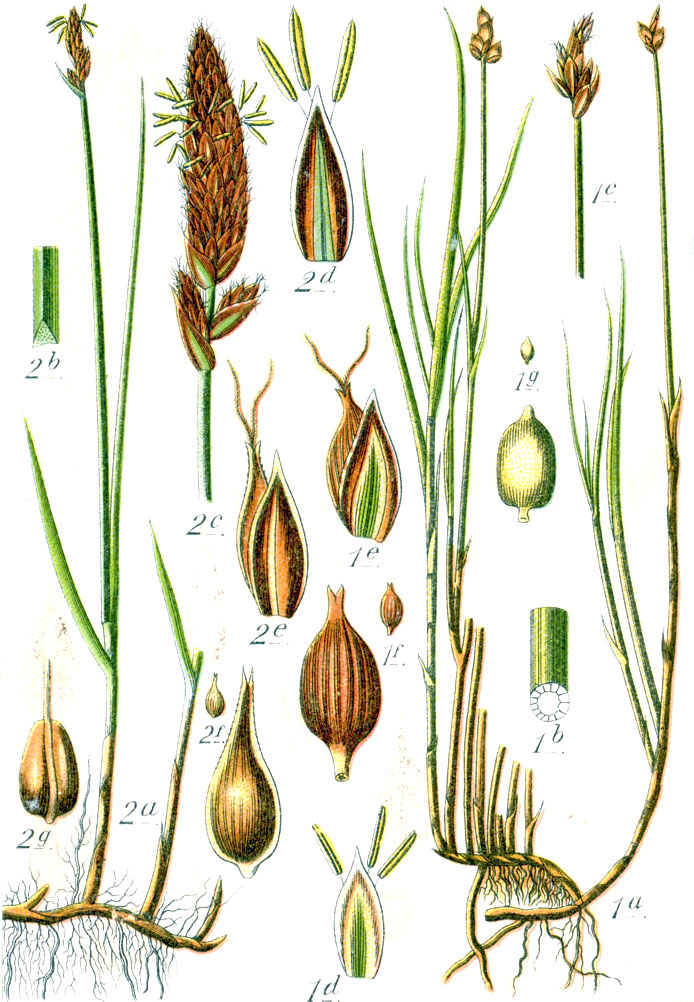
2 — Carex disticha

Растение зелёное или серо-зелёное, с длинным и толстым ползучим корневищем.
Стебли высотой (25)50—120 см, утолщённые, до 3—4,5 мм в диаметре у основания, с высоко подымающимися по стеблю узлами, высоко олиственные, кверху шероховатые.
Листья плоские, шириной (2)3—5 мм, верхние почти равны стеблю, длинно-заострённые. Устье листовой пластинки со слабо развитой, спереди сильно выемчатой перепончатой частью.
Колоски в числе (6)20—35, яйцевидные или продолговато-яйцевидные, длиной 1,5—2 см, книзу несколько раздвинутые, образуют густой продолговатый колос длиной (2)5—8(10) см, в средней части часто суженный, верхушечные и нижние — женские, средние (нередко до самого верха) — мужские, иногда же средние — андрогинные. Нижние колоски 0,8—1,5 см длиной. Чешуи яйцевидные, острые, ржаво-бурые или каштановые, короче мешочков. Мешочки полукожистые, у основания несколько зубчатые, продолговато-яйцевидные и яйцевидные, плоско-выпуклые, длиной (3)4—5,2 мм, соломенно- или ржаво-жёлтые, позже ржавые, с многочисленными выступающими тонкими жилками, спереди 12—14, сзади — 6—8, почти сидячие, в основании слабо губчатые, кверху узко- и зазубренно-крылатые, постепенно суженные в вытянутый и изогнутый, короткий, спереди расщеплённый, остро двузубчатый носик.
Плодоносит в июне — августе.
Вид описан из Англии.

## Распространение и экология
Ареал вида охватывает Европу, Прибалтику, Европейскую часть России: Ладого-Ильменский район, верховье Днепра, юг Московской области, юг Волжско-Камского района, Волжско-Донской район, Заволжье, север нижнего течения Дона; Украину: Львовская область, Средне-Днеповский район; Кавказ: Ставрополь, юг Дагестана, Грузия (Джавахетия), Армения (бассейн Севана), Нахичеванская республика; Среднюю Азию: Мугоджары и горы Улытау, северное и северо-западное Прибалхашье; Западную: юг бассейна Оби, верховье Тобола, бассейн Иртыша, Алтай; Восточную Сибирь: Ленско-Колымский район (к югу от рек Вилюй и Алдан), бассейн Енисея, Саяны, бассейн Ангары, Даурия; Дальний Восток: бассейны рек Зеи, Буреи, Уды, Уссурийский край; Западную Азию: северо-восток Турции; Центральную Азию: север Монголии; Восточную Азию: восточные районы Китая, полуостров Корея, остров Хонсю; Северную Америку: юг Канады (юго-восток штата Онтарио); Австралию (Виктория, как заносное).
Произрастает на травяно-осоковых болотах, болотистых и заливных лугах, в мелкой воде у берегов.

## Значение и применение
До начала цветения хорошо поедается на пастбище крупным скотом и лошадьми. Позднее сильно грубеет и почти не трогается. Сено своевременно скошенное поедается хорошо.

## Таксономия
Вид Осока двурядная входит в род Осока (Carex) трибы Cariceae подсемейства Сытевые (Cariceae) семейства Осоковые (Apiaceae) порядка Злакоцветные (Poales).
|  |                                      |  |                                                             |                                                             |                    |  | ещё 17 семейств (согласно Системе APG II) | ещё 17 семейств (согласно Системе APG II)         |                                                   |  |  |  | ещё 13 триб (согласно Системе APG II) | ещё 13 триб (согласно Системе APG II) |  |  |  |  | ещё более 2450 видов | ещё более 2450 видов |
|  |                                      |  |                                                             |                                                             |                    |  | ещё 17 семейств (согласно Системе APG II) | ещё 17 семейств (согласно Системе APG II)         |                                                   |  |  |  | ещё 13 триб (согласно Системе APG II) | ещё 13 триб (согласно Системе APG II) |  |  |  |  | ещё более 2450 видов | ещё более 2450 видов |
|  |                                      |  |                                                             | порядок Злакоцветные                                        |                    |  |                                           |                                                   | подсемейство Сытевые                              |  |  |  |                                       | род Осока                             |  |  |  |  |                      |                      |
|  |                                      |  |                                                             | порядок Злакоцветные                                        |                    |  |                                           |                                                   | подсемейство Сытевые                              |  |  |  |                                       | род Осока                             |  |  |  |  |                      |                      |
|  | отдел Цветковые, или Покрытосеменные |  |                                                             |                                                             | семейство Осоковые |  |                                           |                                                   | триба Cariceae                                    |  |  |  | вид Осока двурядная                   |                                       |  |  |  |  |                      |                      |
|  | отдел Цветковые, или Покрытосеменные |  |                                                             |                                                             |                    |  |                                           |                                                   |                                                   |  |  |  |                                       |                                       |  |  |  |  |                      |                      |
|  |                                      |  | ещё 44 порядка цветковых растений (согласно Системе APG II) | ещё 44 порядка цветковых растений (согласно Системе APG II) |                    |  |                                           | подсемейство Мапаниевые (согласно Системе APG II) | подсемейство Мапаниевые (согласно Системе APG II) |  |  |  | ещё около 100 родов                   | ещё около 100 родов                   |  |  |  |  |                      |                      |
|  |                                      |  |                                                             | ещё 44 порядка цветковых растений (согласно Системе APG II) |                    |  |                                           |                                                   | подсемейство Мапаниевые (согласно Системе APG II) |  |  |  |                                       | ещё около 100 родов                   |  |  |  |  |                      |                      |